# Mont Shipton
Pour les articles homonymes, voir Shipton.
Le mont Shipton, souvent confondu avec le mont Darwin, est le point culminant de la cordillère Darwin, avec 2 469 mètres d'altitude, en Terre de Feu. Situé dans la partie chilienne de la grande île de la Terre de Feu, au nord du canal Beagle, il fait partie de la cordillère des Andes (Amérique du Sud).
Le mont Shipton est situé à la limite des provinces de Tierra del Fuego et de l'Antarctique chilien, dans la XII région de Magallanes et de l'Antarctique chilien. Il se trouve dans la partie occidentale de la cordillère Darwin, sur une péninsule entourée par le seno Almirantazgo au nord et le canal de Beagle au sud.
Au sud du mont Shipton se trouve le cerro York Minster, qui le sépare du mont Darwin (2 438 mètres). Au nord se trouve le cerro Yahgan, au nord-ouest le cerro Luis de Saboya (2 000 m), et à l'est le détroit Cuevas, qui est à l'extrémité sud-ouest de la baie Parry.

## Histoire
La première ascension a été réalisée en février 1962, par Eric Shipton et les Chiliens Eduardo Garcia, Francisco Vivanco et Cedomir Marangunic. Il a été nommé en l'honneur du responsable de l'expédition.

### Confusion sur son nom
Deux noms ont été utilisés pour faire référence à ce sommet. Le premier d'entre eux est « cerro Darwin », qui est le nom qui lui a été donné par l'expédition qui l'aperçoit pour la première, ignorant qu'il existait déjà un autre sommet portant ce nom, situé au sud-est (54° 46′ S, 69° 29′ O) et avec une altitude de 2 438 m, ce dernier ayant été nommé ainsi pendant le Second voyage du HMS Beagle par son capitaine Robert FitzRoy, pour célébrer le vingt-cinquième anniversaire de Charles Darwin, le 12 février 1834. Ce mont a également été décrit au début du XXe siècle par l'explorateur et religieux salésien Alberto María De Agostini. Lors de l'expédition de Shipton, le mont ne disposait pas d'un nom officiel, l'unique carte alors disponible était celle de l'Institut géographique militaire chilien (es) (IGM) 1:250 000 imprimée en 1954, qui indiquait uniquement un point de 2 469 m d'altitude.
Auparavant, il était admis que le mont Darwin était le point culminant de la cordillère Darwin, car c'est l'impression qui se dégage depuis les navires empruntant le canal de Beagle. En 1970, une expédition néo-zélandaise réalise la première ascension du sommet le moins élevé, le mont Agostini-Darwin. Afin de résoudre le problème de nom, ils nommèrent le sommet le plus élevé « monte Shipton ». Par la suite, l'altitude de ce sommet est également fixée à 2 470 m sur une carte publiée par le Laboratoire de glaciologie français.
Le fils d'Eric Shipton — John — lance une campagne pour résoudre la confusion portant sur les noms des deux sommets, proposant que celui conquis en 1962 porte le nom de son père. Finalement, en 2002, le colonel Sergio Urrejola Dastres, directeur par intérim de l'Institut géographique militaire chilien, indique que son institution accepte cette proposition et que, dès lors, le point culminant de la Grande île de Terre de Feu serait dénommé « monte Shipton », en hommage à un homme ayant aidé à une meilleure connaissance de la Patagonie chilienne. Sur la carte « Punta Arenas », à l'échelle 1:500 000, réimprimée en 1975, les deux sommets figurent sous les noms de mont Darwin (2 438 m) et mont Shipton (2 469 m) ; ces noms sont repris dans les publications ultérieures.